# خط الطول الأول

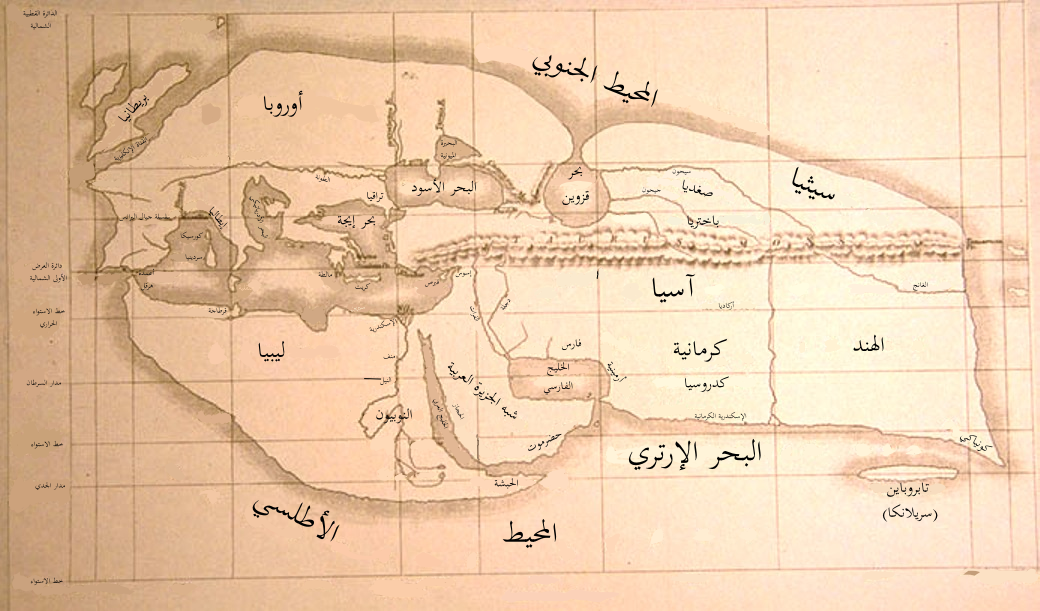
استعمل إراتوستينس في خريطته المعاد إنشاؤها في القرن التاسع عشر خط الإسكندرية الأول

خط الطول الأول في نظم الإحداثيات الجغرافية هو خط الطول ذو الدرجة صفر. ويرسم خط الطول الأول وخط الطول الأخير ( خط الطول 180 في نظام 360 درجة ) الدائرة العظمى المقسمة للأرض إلى نصفين، نصف الكرة الشرقي ونصف الكرة الغربي.